# جان بابلو
جان بابلو هو لاعب كرة قدم برازيلي في مركز الدفاع، ولد في 26 أغسطس 1988 في Descalvado ‏ في البرازيل. لعب مع ريد بل براغانتينو.

## وصلات خارجية
- جان بابلو على موقع قاعدة بيانات كرة القدم.إي يو (الإنجليزية)
- جان بابلو على موقع Soccerway.com (الإنجليزية)
- جان بابلو على موقع AS.com (الإسبانية)